# Тоново
Тоново (пол. Tonowo, нім. Tonndorf) — село в Польщі, у гміні Яновець-Велькопольський Жнінського повіту Куявсько-Поморського воєводства.
Населення — 374 особи (2011).
У 1975-1998 роках село належало до Бидгощського воєводства.

## Демографія
Демографічна структура станом на 31 березня 2011 року:
|          | Загалом | Допрацездатний вік | Працездатний вік | Постпрацездатний вік |
| -------- | ------- | ------------------ | ---------------- | -------------------- |
| Чоловіки | 174     | 42                 | 106              | 26                   |
| Жінки    | 200     | 43                 | 94               | 63                   |
| Разом    | 374     | 85                 | 200              | 89                   |